# Kinver
Kinver är en civil parish i Storbritannien.   Den ligger i grevskapet Staffordshire och riksdelen England, i den södra delen av landet, 180 km nordväst om huvudstaden London. Antalet invånare är 6 805. Arean är 42 kvadratkilometer.
Terrängen i Kinver är huvudsakligen platt.